# Ligue nationaliste canadienne
Pour les articles homonymes, voir Ligue nationaliste.
La Ligue nationaliste canadienne, également connue sous le nom de Ligue nationaliste, était une organisation nationaliste et anti-impérialiste au Québec (Canada) au début du XXe siècle. Fondée par le journaliste et homme politique Henri Bourassa et le journaliste Olivar Asselin, son journal Le Nationaliste était son organe officiel jusqu'en 1910, quand Henri Bourassa fonde Le Devoir qui est devenu le porte-parole de la Ligue.
Le parti a été créé le 1er mars 1903 pour lutter contre ce qui était perçu comme les maux de l'impérialisme et pour inculquer un esprit nationaliste pancanadien dans la population francophone. La Ligue s'opposait à la dépendance politique envers la Grande-Bretagne ou les États-Unis, en soutenant plutôt l'autonomie du Canada au sein de l'Empire britannique.
Davantage un mouvement qu'un parti politique, la Ligue participe néanmoins à quelques élections. Olivar Asselin se présente sans succès à l'élection québécoise de 1904. Lors de l'élection suivante en 1908, la Ligue remporte trois sièges à l'Assemblée législative du Québec. Henri Bourassa est élu dans deux circonscriptions (le district n° 2 de Montréal et Saint-Hyacinthe) et choisi de siéger pour le deuxième. Armand Lavergne est élu dans Montmagny. Henri Bourassa ne s'est pas représenté à l'élection de 1912 et Armand Lavergne conserve sa circonscription. La Ligue se dissous progressivement et Lavergne ne se représente pas à l'élection de 1916.